# 테셴 조약
테셴 조약은 1779년 5월 13일 바이에른 왕위 계승 전쟁을 종결시키기 위해 전쟁의 교전국들이 맺은 협정이다. 프랑스 왕국, 러시아 제국이 중개했다.

## 조약의 내용
- 오스트리아는 인 지구를 합병하며, 프랑스 왕국, 러시아 제국, 프로이센 왕국, 작센 선제후국, 바이에른 공국이 승인한다.